# Louarsab de Moukhran
Louarsab de Moukhran (mort en 1654 ou en 1659) est un prince géorgien du XVIIe siècle. Il appartient à la famille des Bagrations.
Louarsab est né avant 1644. Il est le fils aîné du prince David Ier de Moukhran et de son épouse, la princesse Hélène Meskhe.
À la mort de son père, le prince de Moukhran, il devient le prince héritier de la couronne de Kakhétie. Toutefois, il ne tarde pas à mourir, sans descendance, en 1654 (ou, selon les sources, en 1659).